# Gyeongsang
Gyeongsang (Gyeongsang-do, en Hangul: 경상도, en Hanja: 慶尙道) fue una de las ocho antiguas provincias de Corea durante el reinado de la dinastía Joseon. Gyeongyang estaba localizado al sureste de la península y su ciudad capital era Daegu.
La región fue el lugar de nacimiento del reino de Silla, el primer país unificado de la historia de corea. Actualmente la región se divide en 5 divisiones administrativas, 3 ciudades independientes: Busán, Daegu y Ulsan; y dos provincias: Gyeongsang del Norte y Gyeongsang del Sur. 

## Historia
El antecedente de la provincia de Gyeongsang se formó durante la dinastía Goryeo, reemplazando las provincias de Yeongnam, Sannam y Yeongdong.
La provincia fue nombrada como tal en 1314 y su nombre derivaba de sus las principales ciudades: Gyeongju (경주; 慶州) y Sangju (상주; 尙州).
En 1895 la provincia fue reemplazada por los distritos de Andong (Andong-bu; 안동부; 安東府) al norte, Daegu (Daegu-bu; 대구부; 大邱) en el centro, Jinju (Jinju-bu; 진주부; 晉州府) en el suroeste y Dongnae (Dongnae-bu; 동래부; 東萊府; hoy día Busán) en el sureste.
En 1896, Andong, Daegu y los distritos del norte de Dongnae se fusionaron para formar la provincia de Gyeongsang del Norte, y Jinju y los distritos del sur de Dongnae se fusionaron para formar la provincia de Gyeongsang del Sur. Gyeongsang del Norte y del Sur son hoy parte de Corea del Sur.